# Ernest Walton
Ernest Thomas Sinton Walton (ur. 6 października 1903 w Dungarvan, zm. 25 czerwca 1995 w Belfaście) – irlandzki fizyk, w roku 1951 został, wspólnie z Johnem Cockcroftem, laureatem Nagrody Nobla w dziedzinie fizyki za pionierskie prace związane z przekształceniem jąder atomowych za pomocą sztucznie przyspieszanych cząstek.
W latach 1946–1974 był profesorem fizyki na Uniwersytecie w Dublinie. W okresie 1927–1934, jako uczeń E. Rutherforda w Laboratorium Cavendisha w Cambridge, prowadził badania w zakresie reakcji jądrowych. W roku 1932 E.T. Sinton i J.D. Cockcroft zbudowali akcelerator cząstek – nazwany akceleratorem Cockcrofta-Waltona – w którym przeprowadzili pierwszą reakcję jądrową wywołaną sztucznie przyspieszonymi protonami.